# ヘルベルト・ヴィント
ヘルベルト・ヴィント（Herbert Windt, 1894年9月15日 ゼンフテンベルク - 1965年11月22日 ダイゼンホーフェン）はドイツの映画音楽の作曲家。

## 来歴
フランツ・シュレーカーに師事。ヴァイマル共和国期は師にならって芸術音楽の作曲に専念したが、ナチス・ドイツ期にヴォルフガング・ツェラーやミヒャエル・ヤーリ、フランツ・グローテ、ゲオルク・ヘンチェルらと並ぶプロパガンダ映画の音楽家として活躍。
レニ・リーフェンシュタール監督との共同制作（「意志の勝利」（1934年～1935年）、「オリンピア」シリーズ（1938年）、「低地」（1940年～1954年））が特に著名だが、そのほかにグスタフ・ウチツキ監督の「あかつき Morgenrot」（1933年）、フランク・ウィスバー監督の「 Die Unbekannte」（1936年）・「 Fährmann Maria」（1936年）・「最後の戦線／壮烈第六軍 Hunde, wollt ihr ewig leben?」（1958年）、ヴォルフガング・リーベンアイナー監督の「 Die Entlassung」（1942年）、ゲオルク・ヴィルヘルム・パプスト監督の「パラケルスス Paracelsus」（1943年）にも楽曲を提供している。
とりわけ、第二次世界大戦中の「ポーランド進撃 Feldzug in Polen」（1940年）や「勝利の歴史 Sieg im Westen」（1941年）のような国策映画への参画は、映画社会学者ジークフリート・クラカウアーの注目を惹き、『カリガリからヒトラーへ Von Caligari zu Hitler』『映画理論 Theorie des Films』において詳しく分析されるところとなった。
ヴィントの作曲様式は、シュレーカーの教えから滅多に離れていないといってよい（たとえば「意志の勝利」の開幕シークエンス）が、反面その楽曲は微細な動機から形成されており（「オリンピア」シリーズでは、基礎動機がテトラコルドやペンタトニックに依拠）、洗練されたリズム法が際立っている（1940年映画の「フリードリヒ・シラー、天才の勝利」）。

## 主要作品一覧
- 室内交響曲
- 歌劇《アンドロマケー Andromache》 1932年ベルリン初演
- 映画音楽
  - あかつき Morgenrot 1933年
  - Flüchtlinge 1933年
  - Der Sieg des Glaubens 1933年
  - 意志の勝利 Triumph des Willens 1934/35年
  - Die Unbekannte 1936年
  - Fährmann Maria 1936年
  - 民族の祭典 Olympia - Fest der Völker 1938年
  - 美の祭典 Olympia - Fest der Schönheit 1938年
  - Pour le Mérite 1938年
  - Friedrich Schiller - Triumph eines Genies 1940年
  - ポーランド進撃 Feldzug in Polen 1940年
  - 勝利の歴史 Sieg im Westen 1941年
  - Die Entlassung 1942年
  - G.P.U. 1942年
  - パラケルスス Paracelsus 1943年
  - Besatzung Dora 1943年
  - Die Degenhardts 1944年
  - Tiefland 1954年
  - 壮烈第六軍!最後の戦線 Hunde, wollt ihr ewig leben? 1958年
  - Im Namen einer Mutter 1960年